# Professeur Layton et l'Appel du Spectre
 (octobre 2019).
Si vous disposez d'ouvrages ou d'articles de référence ou si vous connaissez des sites web de qualité traitant du thème abordé ici, merci de compléter l'article en donnant les références utiles à sa vérifiabilité et en les liant à la section « Notes et références ».
Professeur Layton et l'Appel du Spectre (レイトン教授と魔神の笛, Layton-kyōju to majin no fue) est un jeu vidéo d'énigmes et d'aventure développé par le studio Level-5. Sorti au Japon le 26 novembre 2009, il s'agit d'une préquelle à une première trilogie de jeux : Professeur Layton et l'étrange village, Professeur Layton et la Boîte de Pandore, Professeur Layton et le Destin Perdu.

## Histoire
Les évènements de ce jeu se déroulent trois ans avant Professeur Layton et l'étrange village.
Le professeur Hershel Layton est un archéologue respecté par ses pairs, grand amateur d'énigmes, casse-tête, rébus et autres mystères. Ses capacités de réflexion font de lui un homme hors du commun lui permettant de faire la lumière sur toutes les affaires qu'on lui soumet, même les plus déroutantes.
Un jour, le professeur Layton reçoit une missive des plus surprenantes de la part de Clark Triton, l'un de ses vieux amis : "La nuit, un effroyable géant nimbé de brume rase nos maisons !"
Guidés par un message caché dans la lettre, le professeur Layton et Emmy, sa nouvelle assistante, se rendent dans la ville de Misthallery afin de faire toute la lumière sur ce mystère. 
Dans cette ville, ils rencontreront Luke, un petit garçon qui affirme savoir quand la fin du monde arrivera.
"Lorsque le son de la flûte résonnera dans toute la ville, le spectre apparaîtra..." Voilà un extrait de la légende du spectre, transmise de génération en génération à Misthallery. Serait-il la cause de la vague de destruction qui déferle sur la ville ? Cette question est au cœur d'autres mystères que le professeur Layton est bien déterminé à résoudre. Quelle est cette sombre menace qui pèse sur la ville ? Nos héros découvrirons-ils la vérité sur le spectre ?

## Personnages
- Hershel Layton

Hershel Layton est un parfait gentleman, passionné d'énigmes et grand amateur de thé. C'est un homme célibataire, qui a 34 ans. Il est entré à l'université de Gressenheller à seulement 27 ans et il est de signe astrologique Capricorne. Il est souvent caractérisé comme "l'homme au haut-de-forme".
- Emmy Altava

Emmy Altava est la nouvelle assistante du professeur. C'est une jeune fille très vive, au passé quelque peu énigmatique. Elle est experte en arts martiaux, et talentueuse quand il s'agit d'enquêter. Elle a déjà rencontré le professeur Layton par le passé, lors d'une altercation avec Scotland Yard, bien que celui-ci n'en ait aucun souvenir. Elle semble apprécier le professeur Layton.
- Luke Triton

Luke Triton est le personnage central de l'intrigue. Particulièrement intelligent pour son jeune âge (il doit avoir à peu près dix ans) et fasciné par les animaux (avec qui il peut communiquer), il a également depuis un certain temps des visions de fin du monde. Grâce à ses brillantes déductions, il peut prédire les apparitions du spectre. Il est surtout aidé par sa souris Toppy. Il est ami avec Arianna Barde.
- Clark Triton

Il est le père de Luke et le maire de Misthallery. Il connaît Layton depuis l'Université, il étudiait l'archéologie et d'après Layton était très doué, on apprend aussi que c'est l'ancien assistant de Dr Schrader. C'est apparemment le seul témoin de la mort d'Evan Barde, le père d'Arianna Barde.
- Jean Descole

Descole est un brillant scientifique, mais froid et calculateur. Il s'est auto-proclamé le rival de Layton, et dans un but inconnu, cherche à lui prouver sa supériorité.
- Arianna Barde

C'est la fille du défunt Evan Barde, un riche propriétaire terrien de Misthallery peu apprécié par les habitants. Elle joue de l'ocarina pour calmer Loosha, une créature sous-marine qui se bat contre le spectre durant la nuit. C'est une amie de Luke. Au début, elle se croit maudite et se prend pour une sorcière, car tous ceux qui disent du mal d'elle sont par la suite punis.
- Tony Barde

Le petit frère d'Ariana : il se soucie énormément du bien-être de sa sœur. Il se fait passer pour Seamus le jardinier afin de la protéger. Il dessinait la "marque de la sorcière" sur les portes des gens qui disaient du mal d'Arianna, et les punissaient ensuite.
- Rosa

Cette sympathique femme de ménage est l'amie et confidente du professeur Layton. 
- Inspecteur Grosky

Un policier à l'énergie inépuisable qui semble bien connaître Emmy. On apprend qu'il a de nombreuses admiratrices.
- Inspecteur Chelmey

Notre cher inspecteur "ronchon" revient dans ce jeu le temps d'une petite apparition.
- Keats le chat

Cet étrange félidé vous sera bien utile pour résoudre les énigmes perdues. Il est en quelque sorte l'envoyé de "Mamie Mystère".
- Brenda Triton

La mère de Luke : son fils a hérité de son visage rond, de son teint, ainsi que de son caractère doux. Son apparition dans l'histoire est fort tardive. Malgré ça, elle a été élue meilleur personnage secondaire de toute la série par les fans.
- Doland

Le majordome des Triton : il semble apprécier particulièrement Luke. Il prévient la police des apparitions du spectre pour que les gens évacuent les lieux lorsque le spectre détruit la ville.
- Le commissaire Jakes

Appelé "le commissaire futé", il résout toutes les affaires de Misthallery sans exception. Il ne veut surtout pas que Layton mette le nez dans l'affaire du spectre. Il travaille avec Descole.
- Le Corbeau Noir

C'est un clan rassemblant tous les enfants du marché. Ils sont les organisateurs du marché noir, et sont commandés par un presque-adolescent du nom de Corvus.
- Loosha

Dernière survivante du Jardin d'or, Loosha était une adorable créature aquatique dotée d'une intelligence hors norme. Elle s'est vaillamment battue contre le spectre pour protéger la ville ainsi que ses deux amis, Arianna et Tony.

## London Life
Les cartouches japonaises et américaines de Professeur Layton et l'Appel du Spectre permettent de jouer à un jeu bonus appelé London Life. Développé par Brownie Brown, il s'agit d'un RPG qui devait avoir une centaine d'heures de durée de vie. Malheureusement, ce mini-jeu ne figure pas dans les versions européennes de Professeur Layton et l'Appel du Spectre. London Life est disponible en Australie car la version du jeu y  est américaine et non européenne.

## Voix françaises
- Martial Le Minoux : Professeur Hershel Layton
- Marie Zidi : Luke Triton
- Caroline Klaus : Emmy Altava, Rosa
- Marie Nonemmacher : Arianna Barde
- Raphaël Cohen : Clark Triton
- Kelyan Blanc : Corbeau noir, Tony Barde
- Gérard Dessalles : Commissaire Jakes
- Hugues Martel : Inspecteur Clamp Grosky, Raymond
- Jean-Marie Fonbonne : Jean Descole, Doland Noble